# Siapiccia
Siapiccia é uma comuna italiana da região da Sardenha, província de Oristano, com cerca de 376 habitantes. Estende-se por uma área de 17 km², tendo uma densidade populacional de 22 hab/km². Faz fronteira com Allai, Fordongianus, Ollastra, Siamanna, Simaxis.